# 3043 San Diego
3043 San Diego là một tiểu hành tinh vòng trong của vành đai chính được phát hiện bởi Eleanor F. Helin ngày 30 tháng 9 năm 1982 ở Đài thiên văn Palomar. Nó thuộc họ Hungaria. Tên ban đầu của nó là 1982 SA, nhưng ngày 3 tháng 5 năm 1984, nó được đặt theo tên thành phố San Diego, California.